# Gunzelin von Wolfenbüttel

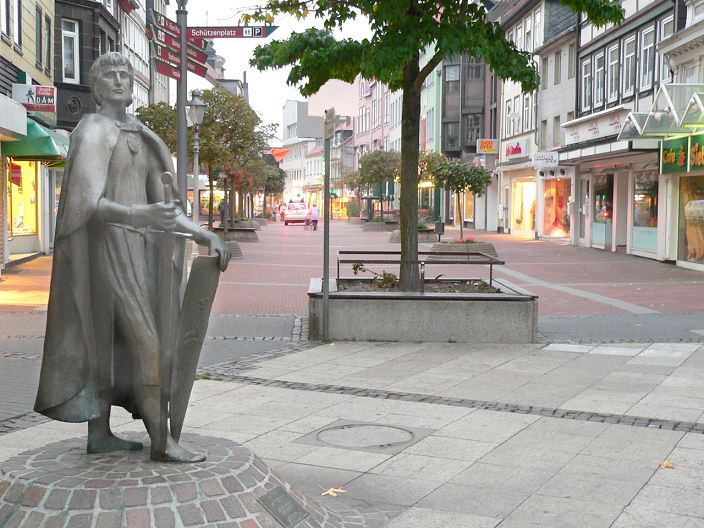
Bronzestatue von Gunzelin von Wolfenbüttel in der Fußgängerzone der Stadt Peine (Fantasiedarstellung von Wolfgang Lamché)

Gunzelin Graf von Peine, Edelherr von Wolfenbüttel (* um 1170; † 2. Februar 1255) war ein aus Wolfenbüttel stammender Angehöriger der Dienstmannschaft der Welfen, der in den Stand eines Ministerialen des Reiches aufstieg. Der Vorname Gunzelin war eine verbreitete Koseform von Gunther.

## Familie
Gunzelin (Guncelin) war der Sohn von Ekbert I. von Wolfenbüttel, Vogt von Heiningen und Ministeriale Heinrichs des Löwen. Der Urgroßvater Gunzelins war Widekind von Wolfenbüttel, der Erbauer der Wasserburg Wolfenbüttel und damit der Gründer der Stadt Wolfenbüttel. Aus Gunzelins Ehe mit einer Ministerialen aus Hildesheim gingen die Söhne Ekbert III., Burchard III. und Gunzelin II. hervor.

## Ämter

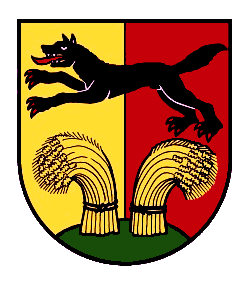
Peiner Stadtwappen

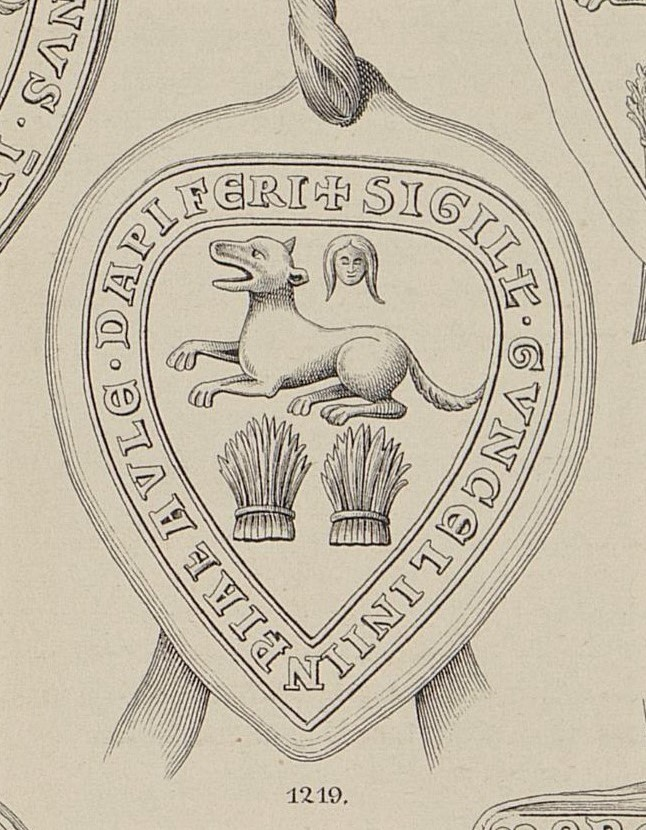
Zeichnung des Siegels von Gunzelin von Wolfenbüttel

Gunzelin hatte anfangs unter dem Welfenkaiser Otto IV. (1175/1176 – 1218) und später unter dem staufischen Kaiser Friedrich II. (1194–1250) das Hofamt des Truchsess inne. Obwohl ein Truchsess ursprünglich ein niederer Bediensteter war, der bei Tisch aufwartete, sind bei Gunzelin eher militärische und diplomatische Aufgaben überliefert. Diese Aufgaben bestanden beispielsweise darin, als Gesandter bei Papst Innozenz (1160/1161 – 1216) die Ankunft Ottos IV. zur Kaiserkrönung 1209 anzukündigen. Durch die ihm auferlegten militärischen Aufgaben als königlicher und kaiserlicher Truchsess wurde er zum Ritter und erlangte durch Erbschaft die Grafschaft von Peine. Zu seinem Lebensende wirkte er in seiner Heimat und war Lehnsmann der Stifte von Hildesheim und Gandersheim.
Um 1202 übernahm Gunzelin von Wolfenbüttel nach einer Fehde mit dem Hildesheimer Bischof Hartbert die Burg Peine. Auf einer Landzunge südlich dieser Burg gründete er um 1220 die Siedlung Peine, der 1223 die Stadtrechte verliehen wurden. Obwohl Peine schon vor Gunzelin als Burg existierte, wird in den Peiner Chroniken Gunzelin als Stadtgründer genannt. Unter anderem geht das Peiner Wappen auf Gunzelin zurück, dessen Siegel zwei Garben, über die ein Wolf springt, darstellt.
Sein wesentliches Verdienst als Feldherr war die Eroberung der Stadt Goslar 1206. Im selben Jahr, Anfang Juni hatte er an den vergeblichen Belagerungen gegen die Burg Lichtenberg bei Salzgitter teilgenommen. Nach dem Tod des welfischen Kaisers 1218 unterstellte er sich dem staufischen König und späteren Kaiser Friedrich II. 1222 war Gunzelin in kaiserlichem Auftrag kurzfristig Reichslegat in der Toskana. Dort sollte Gunzelin das Herzogtum Spoleto und die Mark Ancona zurückgewinnen. Ein vorschneller Alleingang in dieser Angelegenheit führte aber dazu, dass Gunzelin als Statthalter durch Friedrich öffentlich vor kirchlichen und weltlichen Herrschern getadelt wurde.

### Titel und Gedenken
Seine Titel und Namenszusätze waren:
- „von Peine“ wegen der Eroberung der Burg Peine um 1202 und der Gründung der Stadt Peine um 1220
- „von Asseburg“ wegen der Erbauung der Asseburg bei Wolfenbüttel 1218–1223. Durch den Bau begründete er die Linie derer von der Asseburg.

Heute steht eine Bronzestatue (siehe Bild oben) des Gunzelin von Wolfenbüttel in der Fußgängerzone der Stadt Peine. Die 1999 aufgestellte Plastik ist eine künstlerisch freie Darstellung des Adligen, von dem keine zeitgenössischen Bildnisse überliefert sind.

## Burgenbau

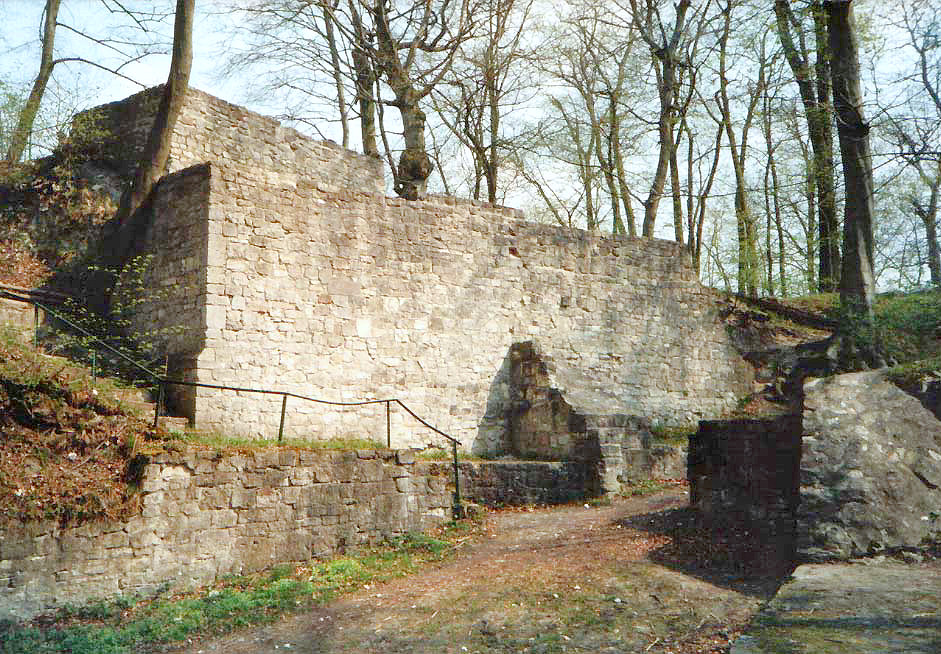
Ruinen der Asseburg bei Wolfenbüttel

Ab 1218 war Gunzelin am Bau der Asseburg auf der Asse beteiligt, die als Ganerbenburg entstand. Sie wurde als größte Höhenburg Norddeutschlands auf einem schmalen Bergkamm errichtet und galt als uneinnehmbar.
Mit der Burg etablierte sich Gunzelin in der Region als Herrschaftsträger eigenen Rechts. Mit der Festung sicherte er nicht, wie gelegentlich vermutet, die Interessen des Stauferkaisers in Norddeutschland; vielmehr verfolgte er eigene Ziele. Kurz vor Gunzelins Tod wurde die Burg ab 1254 durch den welfischen Herzog Albrecht den Langen drei Jahre lang vergeblich belagert. Verteidiger war Gunzelins ältester Sohn Burchard (Busso). 1258 konnte Albrecht die Asseburg schließlich doch erobern und dem welfischen Herrschaftsbereich einverleiben.